# Gnilica wrzecionowatozarodnikowa
```

```

Gnilica wrzecionowatozarodnikowa (Coniophora fusispora (Cooke & Ellis) Cooke) – gatunek grzybów z rodziny gnilicowatych (Coniophoraceae).

## Systematyka i nazewnictwo
Pozycja w klasyfikacji według Index Fungorum: Coniophora, Coniophoraceae, Boletales, Agaricomycetidae, Agaricomycetes, Agaricomycotina, Basidiomycota, Fungi.
Po raz pierwszy opisali go w 1879 r. Mordecai Cubitt Cooke i Job Bicknell Ellis, nadając mu nazwę Corticium fusisporum. Obecną, uznaną przez Index Fungorum nazwę, nadał mu w 1888 r. Mordecai Cuibitt Cooke, przenosząc go do rodzaju Coniophora. Synonimy:
- Coniophora bourdotii Bres. 1908
- Corticium fusisporum Cooke & Ellis 1879

Nazwę polską zaproponował Władysław Wojewoda w 2003 roku.

## Morfologia
Owocnik rozpostarty, rozproszony, pajęczynowaty do błoniastego, błonkowaty i często odrywający się od podłoża, o grubości do 0,5 mm. Hymenofor gładki do grudkowatego, pomarańczowożółty do brązowego, brzeg pajęczynówkowy i białawy.
System strzępkowy monomityczny, strzępki bez sprzążek lub z kilkoma sprzążkami w strzępkach podstawnych, zwykle o szerokości 3–6 µm, niektóre strzępki o szerokości do 15 µm, szkliste lub brązowawe, często złączone w pasma strzępek. Cystyd brak, ale są strzępkowate cystydiole. Podstawki niemal cylindryczne, kręte, 60–100 × 8–12 µm, z 4-sterygmami i bez sprzążki u podstawy. Zarodniki wrzecionowate, 14–20 × 5–8 µm, gładkie, grubościenne, żółtawe do brązowych, dekstrynoidalne (ale trudne do zauważenia) i cyjanofilne.

## Występowanie i siedlisko
Znane jest występowanie gnilicy wrzecionowatozarodnikowej w Ameryce Północnej, Południowej, Europie i Azji. W Polsce do 2003 r. znane było tylko jedno stanowisko i to przedwojenne (1933 r.). W. Wojewoda w 2003 r. uznał ten gatunek za wymarły w Polsce, jednak w późniejszych latach podano jego stanowiska. W internetowym atlasie grzybów znajduje się na liście gatunków zagrożonych i wartych objęcia ochroną.
Nadrzewny grzyb saprotroficzny. Rozwija się na martwych pniach drzew.